# Nowoszachtyńsk
Nowoszachtyńsk (ros. Новошахтинск) – miasto w południowej Rosji, w obwodzie rostowskim. Miasto zamieszkuje ok. 106,5 tys. mieszkańców (2020).

## Historia
Pierwsza wzmianka o eksploatowaniu węgla pochodzi z 1696.
Od 1840 do 1910 na miejscu obecnego miasta powstało miasteczko węglowe, a w 1910 roku połączone w jedną: kopalnie „Neswetaj”. W tym czasie przedsiębiorcy są zintensyfikowani budową małych kopalni węgla kamiennego. W 1913, wraz z kopalnią w Paramonowa Mikołaja, syna Rostowskiego milionera, produkcja węgla znacznie się zwiększyła. On założył pierwsze pięć dużych kopalni, zbudował linię kolejową Neswetaj – Górna, zbudowany z kamienia pierwsze 48 baraków dla robotników i 4 schroniska dla administracji.
31 stycznia 1939 dekretem Prezydium Rady Najwyższej ZSRR przypisana osadzie status miasta. Data ta uważana jest za dzień powstania miasta Nowoszachtyńsk.
W latach sześćdziesiątych, siedemdziesiątych w Nowoszatyńsku oddano do użytku zakłady przetwórstwa węgla, firmy budowlane, zakłady górnicze, mleczarnie, piekarnie oraz fabryki odzieży.
W latach osiemdziesiątych i dziewięćdziesiątych latach XX wieku, w mieście zamknięto wszystkie kopalnie, przestaje działać mleczarnia, przestają istnieć wszystkie kina w mieście.